# Matts Ödgislason (Lillie)
Matts Ödgislason (Lillie), född cirka 1380, död 2 augusti 1442, var en svensk frälseman, riksråd och lagman i Södermanlands lagsaga. Uppgiften att han skall ha varit riddare är felaktig.

## Biografi
Matts var son till Ödgisl Sunason och Ramborg Staffansdotter (Ulv). Fadern förde samma vapen som likvidssönernas ätt. År 1383 eller 1384 avled fadern när Matts troligtvis ännu var mycket ung. Först efter år 1400 framträder han som vuxen, som häradshövding i Selebo härad år 1410, en post hans morfar var den senaste kände tidigare innehavaren av, dock senast belagd 1366. Sannolikt innan mars 1413 och säkert före maj 1416 gifte han sig med Ingeborg Gregersdotter (Aspenäsätten). Mellan 1412 och 1416 ärvde han även Lagnö efter sin mor.
När biskopen i Strängnäs på befallning av Erik av Pommern 1413–1414 genomförde räfsteting var Matts en av bisittarna, liksom hans svärmors brors Nils Eringislason, lagman i Södermanland. Han verkar ha blivit riksråd i slutet av 1420-talet och deltog i de flesta rådsmöten under Engelbrektsupproret. År 1437 verkar han ha varit den som fått i uppdrag att förhandla med upproriska dalkarlar; det möte i Enköping som blev följden ledde till en förlikning.
Matts hustrus systerdotter Katarina Karlsdotter (Gumsehuvud) gifte sig med marsken Karl Knutsson (Bonde) 1438, och från i alla fall denna tid var Matts en anhängare till denne, och fick bland annat överta Gästrikland, som tidigare varit förlänat till Kristiern Nilsson (Vasa) när Karl några dagar efter bröllopet blev riksföreståndare. Redan innan Nils Erengislason avled 1440 fick Matts överta hans lagmansämbete. När Karl Knutsson och Kristiern Nilsson förlikades hösten 1441 var Matts en av kungens sex löftesmän, liksom en av edgärdsmännen när densamme våren 1442 anklagades för att ha orsakat Peder Ulvssons (Roos) död och friade sig med tolvmannaed. År 1442 fick kung Karl överlåta Åbo slott till kung Kristofer av Bayern och Mats blev hövitsman där några månader före sin död.
Matts begravdes i Riddarholmskyrkan, där sedermera även sonen Gregers begravdes.